# الديوان العام (الحصن الأحمر)
الديوان العام هو غرفة في الحصن الأحمر في دلهي حيث كان الإمبراطور المغولي شاه جهان (1592-1665) وخلفاؤه يستقبلون أفراداً من عامة الناس ويستمعون إلى شكاواهم.
كان عرض المحكمة الداخلية الرئيسية التي قادها نكارخانة 540 قدماً، وعمقها 420 قدماً، وتحيط بها أروقة مقنطرة، حيث تم تعيين زعماء القبائل (الأمراء) في الخدمة.

## معرض صور

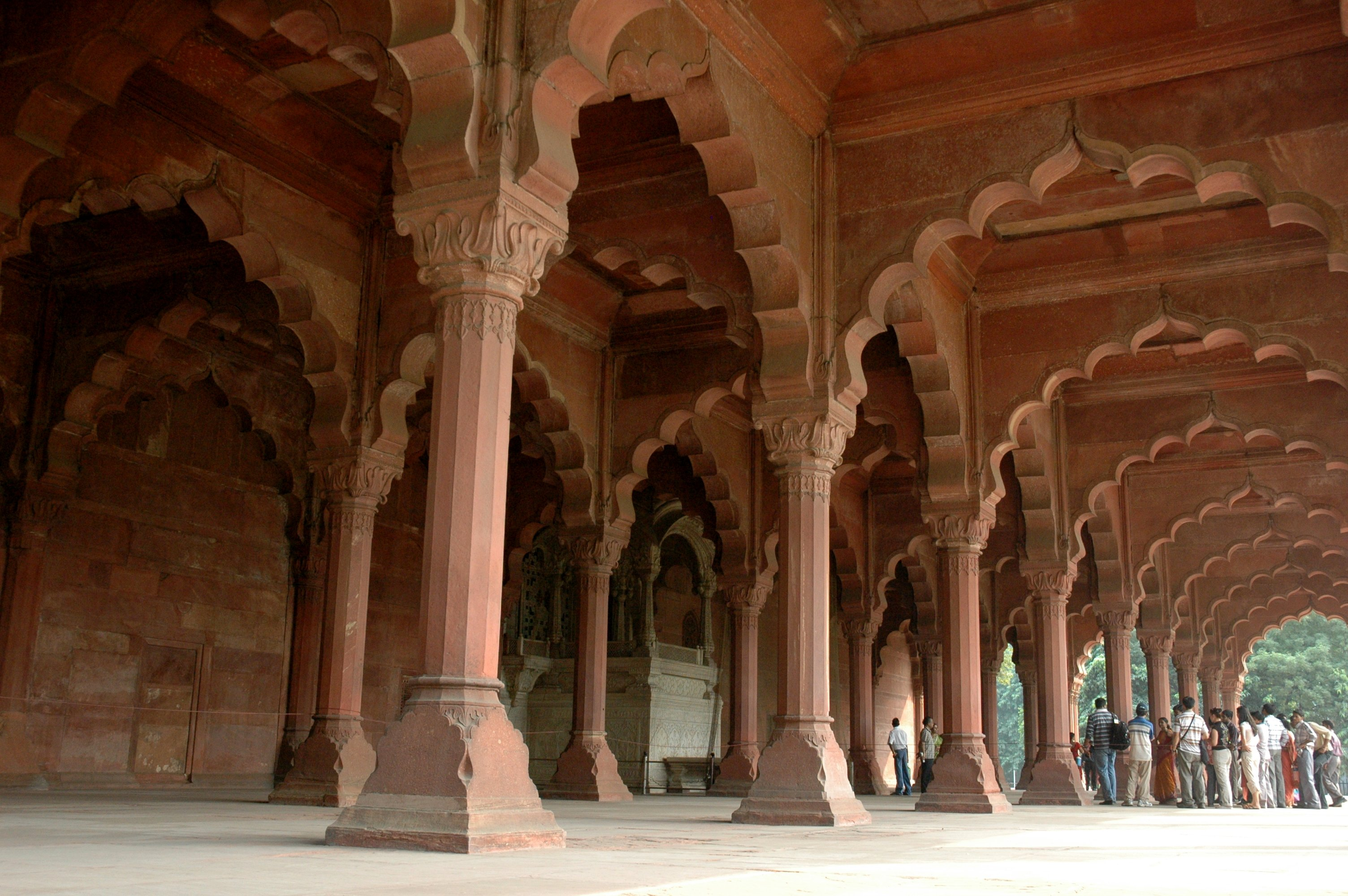
منظر داخلي مطل على الجروخة.
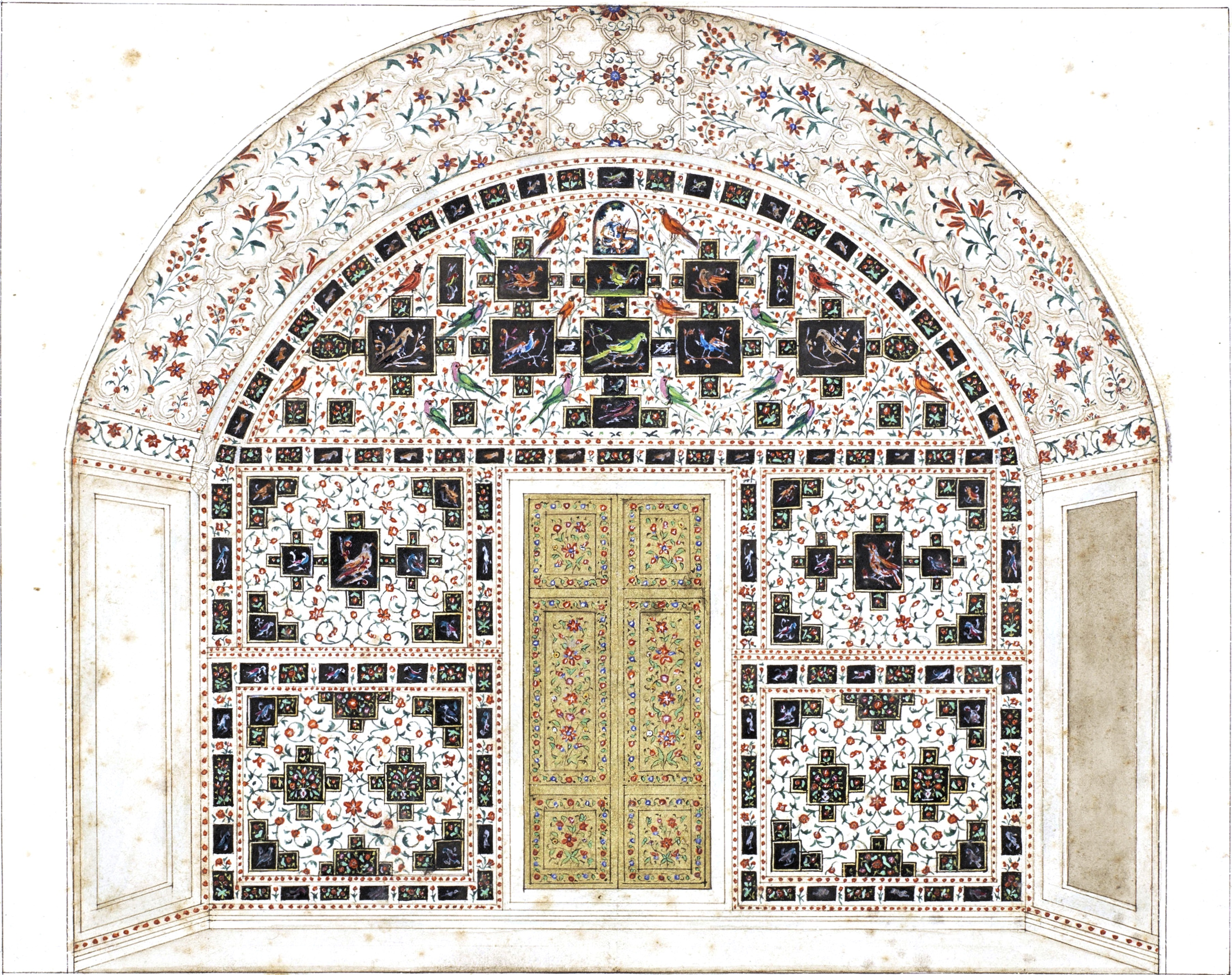
جدار الشرفة المرصع (رسم غلام علي خان، قبل 1854).
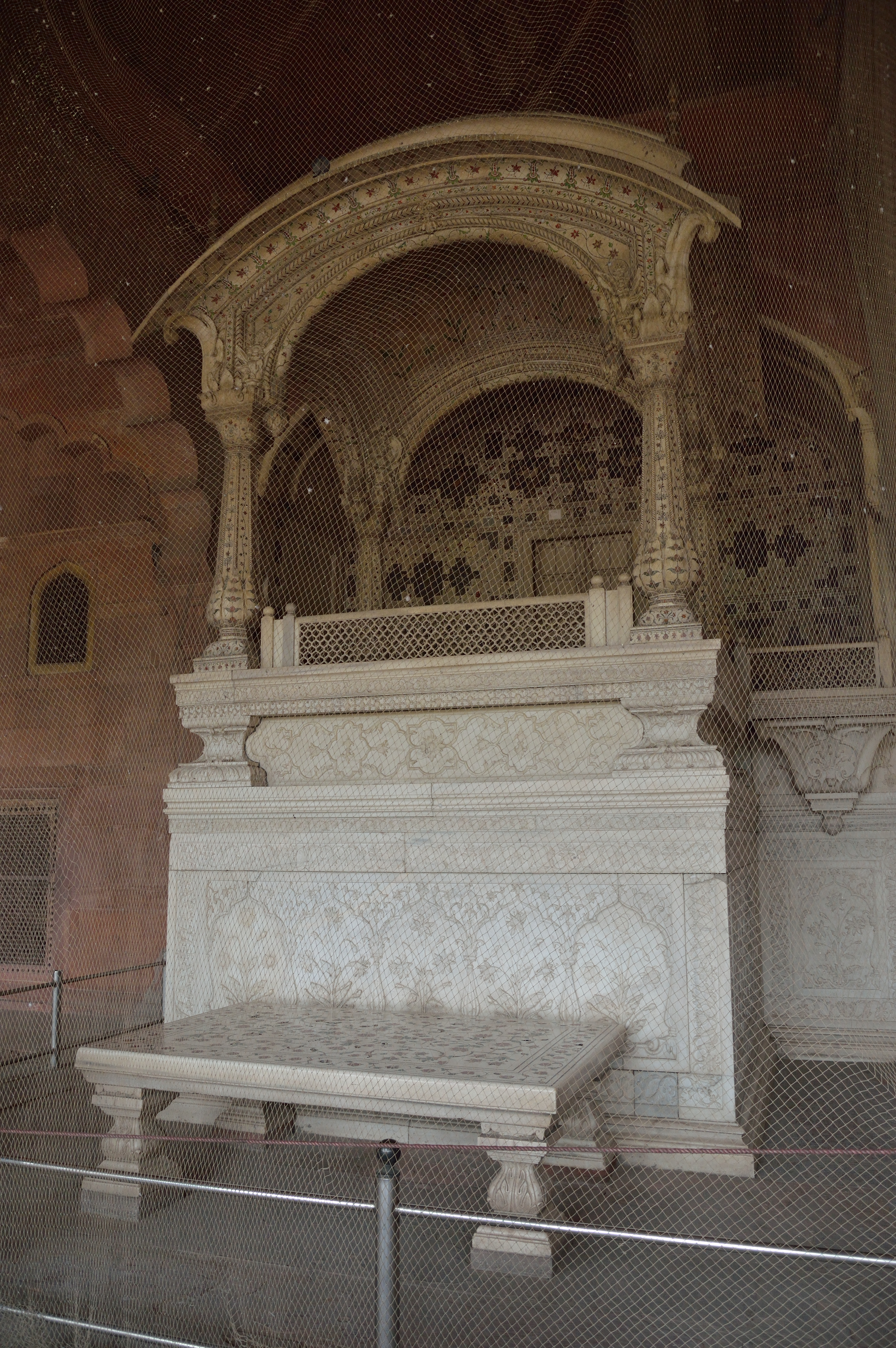
عرش شاه جهان (اليوم ذو شباك لمكافحة الطيور).
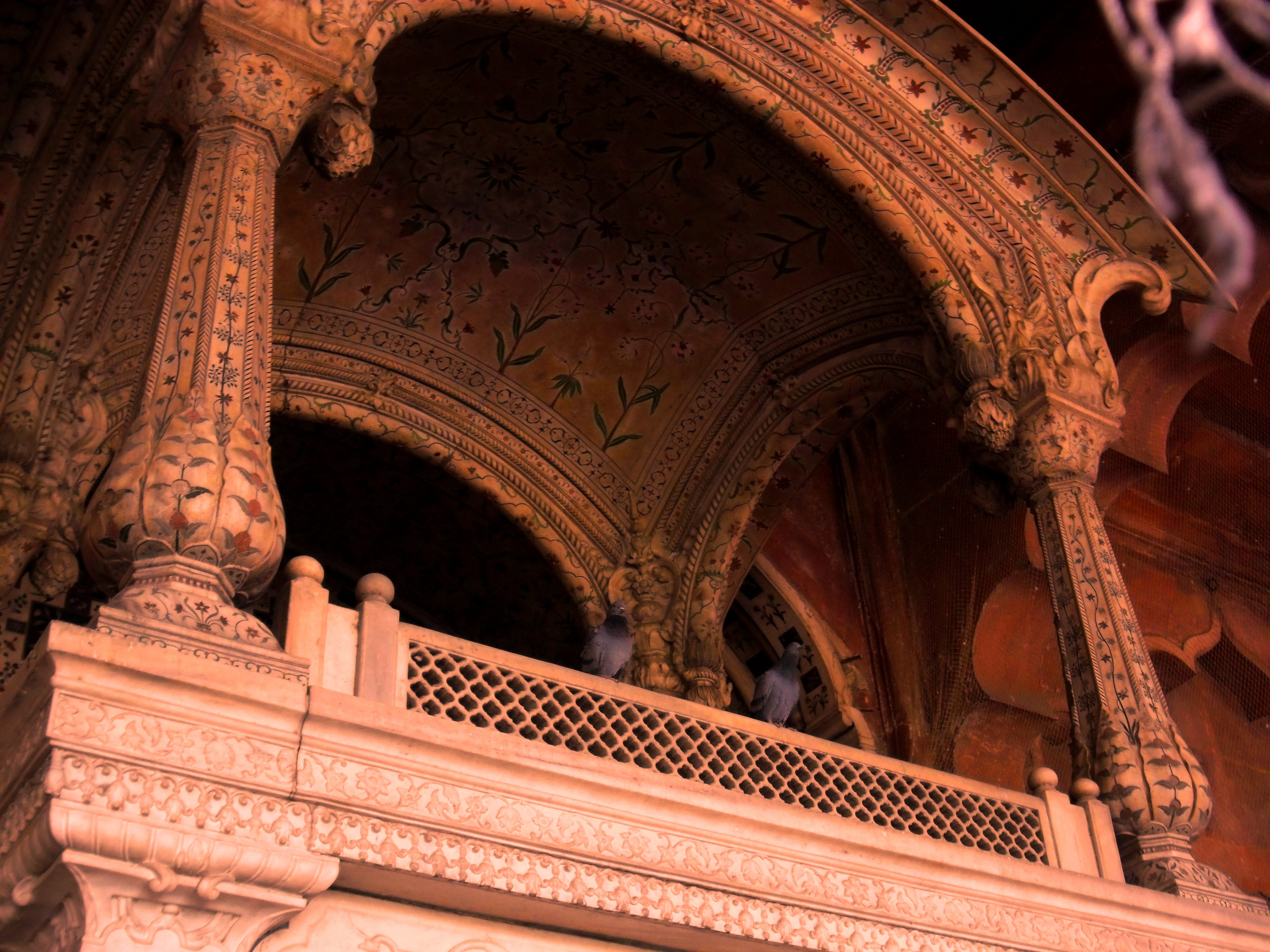
تفاصيل العرش.
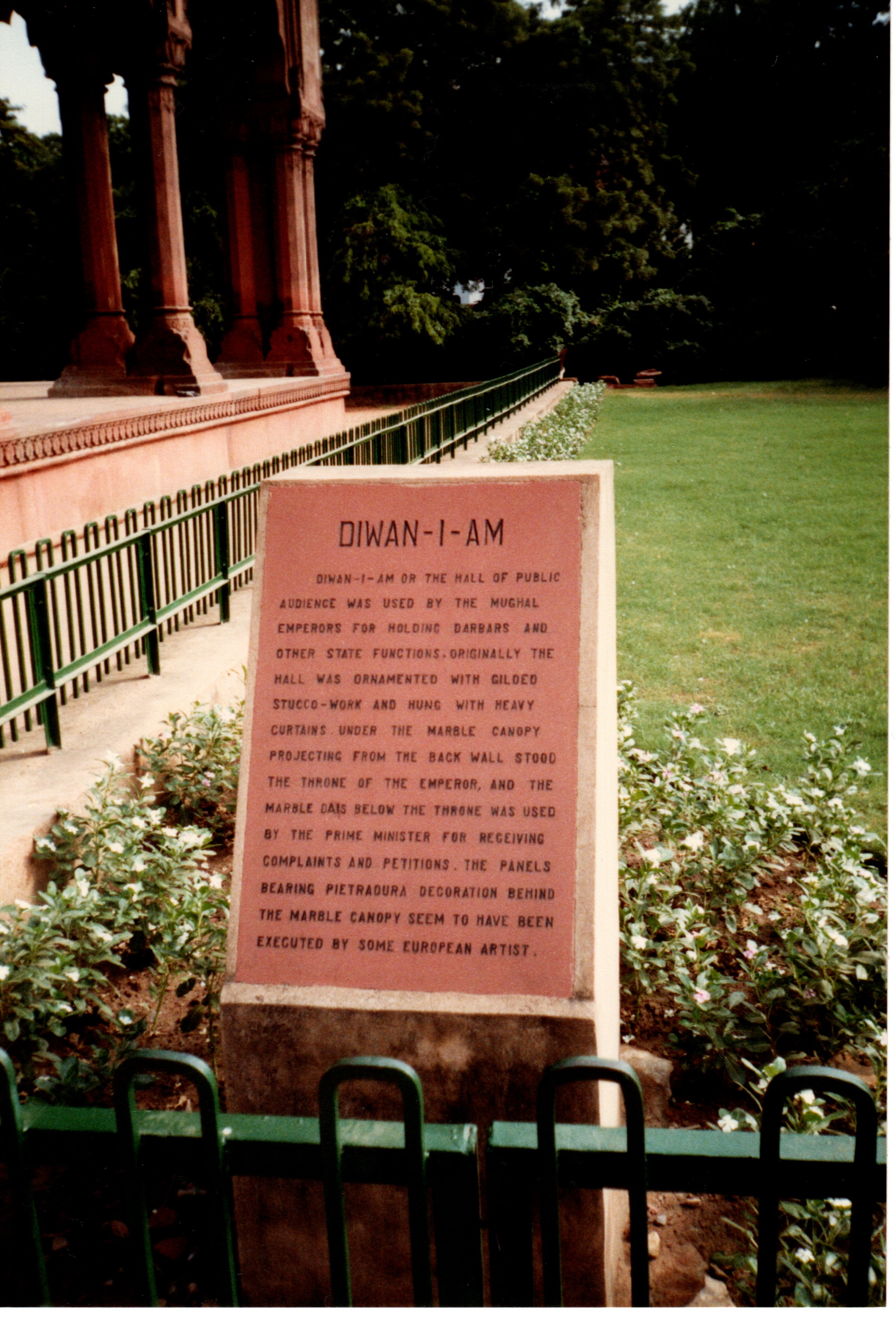
وصف الديوان العام.